# Portvin

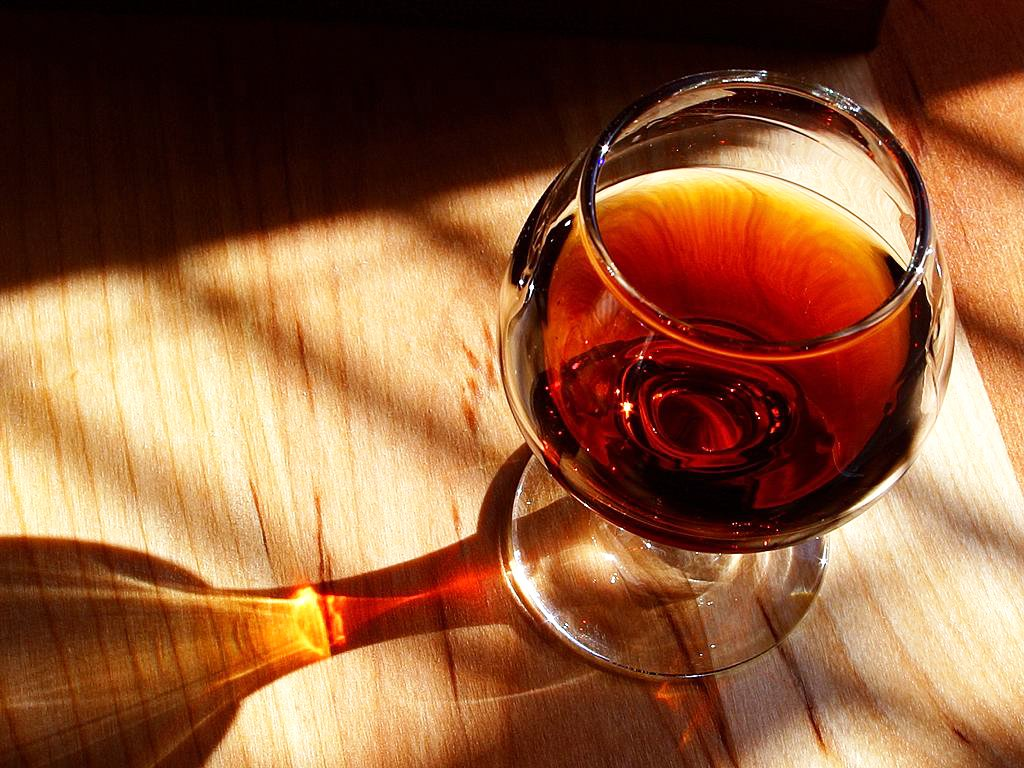
Ett glas tawny.

Portvin, eller port, är ett sött starkvin från norra Portugal som tillsammans med madeiravin är Portugals mest kända vin. Namnet kommer av den portugisiska staden Porto. Alkoholhalten ligger vanligtvis på tjugo procent. För att få portvinets söta smak tillsätter man druvsprit som dels avbryter jäsningen och därigenom förhindrar att allt socker omvandlas till alkohol, dels ger portvinet dess höga alkoholhalt.
Portvindruvor skall odlas på skifferjordar,[källa behövs] framförallt för att uppnå den fina fruktsötman som är karaktäristisk för bra portviner. Skifferjordar är allestädes närvarande i Portugal, framförallt i Dourodalen där druvorna till allt portvin odlas. Sedan 1756 får inte portvin odlas på annat än skifferjordar.
Portvin är ett intressant samlar- och spekulationsobjekt eftersom årgångsport som lagrats länge kan uppnå mycket höga priser på marknaden. 
Portvin finns både som rött vin, rosévin och som vitt vin. Vitt portvin är emellertid ett enklare vin som lämpligen serveras som aperitif. Rött portvin passar till exempel som dessertvin eller till smakrika ostsorter som stilton.
Centrum för lagring av portvin är staden Vila Nova de Gaia som ligger mittemot Porto vid floden Douro.

## Sorter
- Vintage port är den förnämsta sorten port. Den görs endast de år då vinet bedöms nå exceptionell kvalitet, och innehåller endast druvor från en årgång. Vintage port lagras ett fåtal år på mindre träfat, varefter det buteljeras och sedan utvecklas på flaska i mellan tio och fyrtio år, eller i vissa fall ännu längre. Vintage dricks med fördel till lagrade ostar.
- Late bottled vintage, eller LBV är en port som lagras på ekfat under ett antal år för att utvecklas tillräckligt för att bli drickfärdigt.
- Tawny har lagrats på stora ekfat och har genom detta fått en ljusare färg och tydlig fatton. Vinet måste lagras minst sju år för att få säljas som tawny. Tawny säljs också med angiven ålder –  tio, tjugo, trettio eller fyrtio år – vilket innebär att vinet är en blandning av viner med en genomsnittlig ålder av angivet antal år.
- Colheita är ett portvin av tawnykaraktär men kommer från en angiven årgång. Det mognar på ekfat och är efter buteljering färdigt att konsumeras. Colheita lagras ibland mycket länge.
- Ruby är en enklare form av port som lagrats på ekfat ett par år och därefter buteljerats för omedelbar konsumtion.

## Druvor
Röda portviner tillverkas framförallt av följande fem olika vindruvor, som betraktas som de stora portvinsdruvorna:
- Tinta barroca
- Tinta cão
- Tinta roriz (som är ett annat namn på tempranillo)
- Touriga francesa
- Touriga nacional

Utöver dessa förekommer även muscadine i röda portviner.
Vita portviner görs bland annat på följande druvor:
- Esgana-Cão
- Folgasão
- Malvasia
- Rabigato
- Verdelho
- Viosinho